# Gabriel Risso
Gabriel Adolfo Risso Patrón (Monteros, 5 novembre 1995) è un calciatore argentino, difensore del Botafogo-SP in prestito dall'Atl. Tucumán.

## Caratteristiche tecniche
È un terzino sinistro.

## Carriera
Cresciuto nelle giovanili dell'Atl. Tucumán, ha esordito in prima squadra il 12 luglio 2017 in occasione del match di Coppa Libertadores vinto 3-2 contro l'Oriente Petrolero.

## Statistiche

### Presenze e reti nei club
Statistiche aggiornate al 13 marzo 2018.
| Stagione        | Squadra         | Campionato      | Campionato | Campionato | Coppe nazionali | Coppe nazionali | Coppe nazionali | Coppe continentali | Coppe continentali | Coppe continentali | Altre coppe | Altre coppe | Altre coppe | Totale | Totale | Totale |
| Stagione        | Squadra         | Comp            | Pres       | Reti       | Comp            | Pres            | Reti            | Comp               | Pres               | Reti               | Comp        | Pres        | Reti        | Pres   | Reti   |        |
| --------------- | --------------- | --------------- | ---------- | ---------- | --------------- | --------------- | --------------- | ------------------ | ------------------ | ------------------ | ----------- | ----------- | ----------- | ------ | ------ | ------ |
| 2016-2017       | Atl. Tucumán    | PD              | 0          | 0          | CA              | 1               | 0               | CL+CS              | 0+4                | 0                  |             | -           | -           | 5      | 0      |        |
| 2017-2018       | Atl. Tucumán    | PD              | 6          | 0          | CA              | 0               | 0               | CL                 | 1                  | 0                  |             | -           | -           | 7      | 0      |        |
| Totale carriera | Totale carriera | Totale carriera | 6          | 0          |                 | 1               | 0               |                    | 5                  | 0                  |             | -           | -           | 12     | 0      |        |